# ولسوالی بکواه
وُلُسوالی بَکواه از ولسوالی‌های ولایت فراه کشور افغانستان است.شمار جمعیت این ولسوالی در جون سال ٢۰٢۰ برابر با ۴۰٬١٢٨ نفر برآورد شد. همه باشندگان این ولسوالی پشتون‌ها هستند. 
مرکز این ولسوالی یعنی شهر بکواه در ۶۰ کیلومتری شمال شرق شهر فراه واقع شده‌است.بلندی شهر بکواه از سطح دریا ۷۲۶ متر است. ولسوالی بکواه در ۹۵ کیلومتری جنوب شرق شهر فراه موقعیت دارد که از ۱۱۶ قریه و دشت‌های وسیع تشکیل گردیده‌است. 
بکواه همچنان دارای زمین خوب زراعتی می‌باشد که پیشتر با داشتن مزارع و حاصلات وسیع گندم به نام گدام افغانستان شهرت داشت.
این ولسوالی در سال ۲۰۰۷ از مناطق ناآرام افغانستان بود که چندین بار میان نیروهای دولتی افغانستان و نیروهای طالبان دست به دست شد.
در ۳۰ بهمن ۱۳۸۵ تعداد ۳۰۰ نفر از پیکارجویان وابسته به گروه طالبان، با حمله به مرکز این شهرستان، مأموران دولتی را از منطقه بیرون کردند.
از آنجا که بکواه جایی دورافتاده‌ است تصرف آن به دست طالبان برای نیروهای دولتی افغانستان تهدید راهبردی به‌شمار نیامد.